# Santa Magdalena del Sitjar
Santa Magdalena del Sitjar és una obra del municipi de Gavà (Baix Llobregat) inclosa en l'Inventari del Patrimoni Arquitectònic de Catalunya.

## Descripció
Es tracta d'un edifici en ruïnes. La capella era d'una sola nau, rectangular i sembla que sense absis diferenciat. Resta part del mur de migdia fins a l'obertura de la porta. Del mur de tramuntana se'n veuen els fonaments. La capella era construïda amb un bell carreuat, propi del segle xii. A l'arrencada de la volta hi ha una línia d'impostes de mig bossell.

## Història
La capella de Santa Magdalena és documentada el 1100 i després, a partir del segle xiv, també es documenta en les visites pastorals. Consta que al segle passat ja era enrunada.